# Liste der Monuments historiques in Reuil-sur-Brêche
Die Liste der Monuments historiques in Reuil-sur-Brêche führt die Monuments historiques in der französischen Gemeinde Reuil-sur-Brêche auf.

## Liste der Bauwerke
| Bezeichnung                                | Beschreibung                       | Standort | Kennzeichnung | Schutzstatus | Datum | Bild |
| ------------------------------------------ | ---------------------------------- | -------- | ------------- | ------------ | ----- | ---- |
| Grange de Mauregard des Klosters Froidmont | Scheune, erbaut im 14. Jahrhundert |          | PA00114836    | Inscrit      | 1988  |      |

## Liste der Objekte
- Monuments historiques (Objekte) in Reuil-sur-Brêche in der Base Palissy des französischen Kultusministeriums